# Paktyes
Paktyes war ein lydischer Schatzmeister unter dem Perserkönig Kyros II. und um 542 v. Chr. Anführer des lydischen Aufstandes gegen den König.

## Leben
Nachdem Kyros II. um 542 v. Chr. den lydischen König Krösus besiegt hatte, beauftragte er den Lyder Paktyes mit der Ablieferung der von den Persern beschlagnahmten Schätze. Doch kaum war Kyros II. nach Ekbatana abgereist, zettelte Paktyes eine Erhebung gegen die Perserherrschaft an und warb mit dem unter seine Aufsicht gestellten Gold eine Armee. Mit dieser schritt er zur Belagerung des von Kyros II. in Sardes eingesetzten Statthalters Tabalos.
Als der Perserkönig von diesem Aufstand, dem sich die meisten griechischen Küstenstädte angeschlossen hatten, erfuhr, begab sich auf seinen Befehl der Meder Mazares mit einem Heer nach Lydien, um Paktyes möglichst lebendig in die Hände zu bekommen. Der Rebell suchte zunächst Zuflucht in Kyme. Trotz angeblich zweimaliger Aufforderung durch ein Orakel, Paktyes auszuliefern, wurde dieser von seinem ersten Zufluchtsort nach Mytilene weitergeschickt. Mit dieser Stadt verhandelte nun Mazares über die Bedingungen der Übergabe des Flüchtigen, der jedoch inzwischen nach Chios entwich. Dort war seine Reise aber zu Ende, denn die Inselbewohner überstellten ihn um den Preis des Besitzes von Atarneus den Persern.

## Historische Glaubwürdigkeit
Die Ausführungen von Herodot werden von Hartmut Erbse kritisch beurteilt, da er vermutet, dass Herodot als Vorlage der Bericht von Charon von Lampsakos diente und von Herodot zu einer moralisierenden Novelle ausgebaut wurde. Ähnlich recherchierte schon Wolfgang Aly in seinen Untersuchungen.